# Annellophorella ellisii
Annellophorella ellisii är en svampart som beskrevs av Reisinger & Kiffer 1970. Annellophorella ellisii ingår i släktet Annellophorella, divisionen sporsäcksvampar och riket svampar.   Inga underarter finns listade i Catalogue of Life.